# باخاراخ
باخ آراخ أو بَخَراخ (بالألمانية: Bacharach) هي بلدة ألمانية تقع في ألمانيا في راينلند بالاتينات. يقدر عدد سكانها بـ 2,089 نسمة .

## المدن التوأمة
مدن Overijse وSantenay هي مدن توأمة لـباخ آراخ.